# Axel Bergstedt
Axel Bergstedt (Bleckede, 2 de abril de 1962 - Montevideo, 2 de octubre de 2021) es un compositor y director de orquesta y coros alemán radicado en Brasil.

## Biografía
Nació en Alemania participando en la congregación evangélica luterana de la Catedral de Ratzeburg, cerca del mar Báltico, donde había un centro de música sacra con el maestro Neithard Bethke, que se convirtió en maestro y guía de Axel durante varios años. Axel estudió Música sacra y dirección de orquesta en Hamburgo en la Facultad de música y teatro, con el director de orquesta Klauspeter Seibel y Heinz Wunderlich. Sus instrumentos principales fueron los órganos de antiguas iglesias y el piano.
Durante varios años trabajó como músico en la Iglesia Evangélica Luterana de Farmsen (Hamburgo), antes de convertirse en director de la orquesta de Johann Sebastian Bach y su coro y coral infantil. Llegó a ser conocido como compositor del musical Räubertochter Ronja (Ronja, la hija del bandolero)  basado en el libro del mismo nombre de la escritora sueca Astrid Lindgren.
Trabajó como invitado en la radio y la televisión y grabó muchos CD, con un tiraje total de unos 8 millones. Además de sobresalir en la música clásica participó como músico invitado en proyectos de música popular, como dos discos compactos del grupo de rock internacional Helloween.

## Asesinato y prisión
El primer contacto con Brasil tuvo lugar en 1994 cuando la ciudad de Novo Hamburgo y la Confederación de Coros brasileños, invitaron a la coral de Hamburgo,  bajo la dirección de Axel a hacer unas representaciones en Brasil.
Ese mismo año, tras una discusión, mató a su esposa con un hacha, debido a que ella lo había acusado de ser un pedófilo, y enterró el cuerpo en su jardín. Descubierto, fue sentenciado a ocho años de prisión.
En 2001 obtuvo un permiso de salida de la prisión, que aprovechó para huir y emigrar a Brasil, donde se casó en 2001 y empezó a trabajar en proyectos sociales en Belo Horizonte. Fue descubierto y extraditado nuevamente a Alemania, donde cumplió el resto de su condena.
En 2005, terminada su condena, emigró nuevamente a Brasi, donde la iglesia Luterana le propuso para un nuevo proyecto musical en Cariacica, una región de obreros trabajadores. Escribió muchas composiciones para este nuevo proyecto. Conocidos son su Louva ao Senhor y Aquecendo Corações, la versión brasileña de los Let our hearts burn.

## Acusación de pedofilia
Bergsted fue encarcelado el 9 de marzo de 2016 en la ciudad de Santa María de Jetibá, bajo los cargos de posesión de pornografía infantil, participación en blogs dedicados a la pedofilia. En su computadora personal se encontraron filmaciones de decapitaciones ejecutadas por el Estado Islámico, y fue acusado de supuestos vínculos con el mismo. Fue puesto en libertad después de pagar R$ 5,000.00 de fianza.